# Момичето от Дания (филм)
„Момичето от Дания“ (на английски: The Danish Girl) е драматичен филм от 2015 г. на режисьора Том Хупър. Сценарият, написан от Лусинда Коксън, е базиран на едноименния роман на Дейвид Еберсхоф, който от своя страна е вдъхновен от живота на датските художници Лили Елбе и Герда Готлиб. Премиерата е на 5 септември 2015 г. на Филмовия фестивал във Венеция. Филмът излиза по кината във Великобритания и България съответно на 1 и 29 януари 2016 г. Той е забранен в Катар, ОАЕ, Оман, Бахрейн, Йордания и Кувейт.

## Актьорски състав
| Актьор          | Роля          |
| --------------- | ------------- |
| Еди Редмейн     | Лили Елбе     |
| Алисия Викандер | Герда Готлиб  |
| Матиас Скунартс | Ханс          |
| Бен Уишоу       | Хенрик        |
| Амбър Хърд      | Ула           |
| Себастиан Кох   | д-р Варнекрос |

## Награди и номинации
| Категория                              | Номиниран(и)                | Резултат                    |
| Оскар (28 февруари 2016 г.)            | Оскар (28 февруари 2016 г.) | Оскар (28 февруари 2016 г.) |
| -------------------------------------- | --------------------------- | --------------------------- |
| Най-добра поддържаща женска роля       | Алисия Викандер             | награда                     |
| Най-добри декори                       | Най-добри декори            | номинация                   |
| Най-добри костюми                      | Най-добри костюми           | номинация                   |
| Най-добра мъжка роля                   | Еди Редмейн                 | номинация                   |
| Награда на БАФТА (14 февруари 2016 г.) |                             |                             |
| Най-добър британски филм               | Най-добър британски филм    | номинация                   |
| Най-добри костюми                      | Най-добри костюми           | номинация                   |
| Най-добър грим и прически              | Най-добър грим и прически   | номинация                   |
| Най-добър актьор в главна роля         | Еди Редмейн                 | номинация                   |
| Най-добра актриса в главна роля        | Алисия Викандер             | номинация                   |
| Златен глобус (10 януари 2016 г.)      |                             |                             |
| Най-добра филмова музика               | Александър Деспла           | номинация                   |
| Най-добър актьор в драматичен филм     | Еди Редмейн                 | номинация                   |
| Най-добра актриса в драматичен филм    | Алисия Викандер             | номинация                   |
| Сателит (21 февруари 2016 г.)          |                             |                             |
| Най-добра актриса в поддържаща роля    | Алисия Викандер             | награда                     |
| Най-добри декори                       | Най-добри декори            | номинация                   |
| Най-добри костюми                      | Най-добри костюми           | номинация                   |
| Най-добър режисьор                     | Том Хупър                   | номинация                   |
| Най-добър адаптиран сценарий           | Лусинда Коксън              | номинация                   |
| Най-добра филмова музика               | Александър Деспла           | номинация                   |
| Най-добър актьор                       | Еди Редмейн                 | номинация                   |
| Емпайър (20 март 2016 г.)              |                             |                             |
| Най-добра актриса                      | Алисия Викандер             | награда                     |
| Най-добър грим и прически              | Най-добър грим и прически   | номинация                   |